# Carbopol
El carbopol (también denominado carbomer) es un polímero reticulado del ácido acrílico. Se trata de un polímero hidrofílico y, por lo tanto, no repele el agua. En su estructura molecular cuenta con gran cantidad de grupos carboxilo, propiedad que le permite aumentar su volumen en presencia de agua. Al disolverse en el agua, las moléculas de carbopol cambian su configuración e incrementan la viscosidad del líquido, dando lugar a la formación de un gel. Las reacciones de neutralización en medios acuosos permiten que el carbopol se hinche incrementando su volumen, simultáneamente que su viscosidad.

## Propiedades
La gran capacidad del carbopol para dispersarse en agua y formar geles hace que sea una molécula muy frecuentemente utilizada en cosmética (como los geles fijadores para el cabello o dentífricos) y en la industria farmacéutica (geles desinfectantes, geles medicamentosos...). Generalmente se utiliza en proporciones bajas, pues el carbopol puede absorber hasta cien veces su peso en agua dando lugar a geles de gran viscosidad. 
Una de las principales características es que sirve de base permanente para la suspensión de ingredientes solubles. El espesado, considerado como un aumento de la viscosidad del material, resulta ser homogéneo afectando por igual a las propiedades reológicas del gel formado.